# جاي ديفيد ماركهام
جاي ديفيد ماركهام (بالإنجليزية: J. David Markham)‏ هو مؤرخ أمريكي، ولد في 26 ديسمبر 1945 في أوستن في الولايات المتحدة.